# North American Boxing Association
Die North American Boxing Association (NABA) ist eine mit der WBA assoziierte Organisation im Profiboxen, die im Jahre 1997 gegründet wurde und ihren Sitz im kanadischen Toronto hat. Sie vergibt den nordamerikanischen Meisterschaftsgürtel in den jeweiligen Gewichtsklassen.
Aufgrund der Assoziierung mit der WBA, wird ein NABA-Champion unter den Top 15 in der WBA-Weltrangliste geführt.
Eine außergewöhnliche Regel dieses Verbandes ist, dass einem Boxer der Titel aberkannt wird, wenn er mindestens ein Jahr lang inaktiv war.